# Louis Pevernagie
Louis Pevernagie (Heldergem, 1904 – Uccle, 1970) è stato un pittore belga esponente dell'espressionismo e dell'astrattismo.

## Biografia
Louis Pevernagie era originario delle Fiandre. Fu il padre del pittore Erik Pevernagie. I paesaggi delle Ardenne fiamminghe sono stati l'ispirazione per molti dei suoi dipinti e ha dato un'idea della vita fiamminga rustica. Esso ha conseguito un grado di insegnamento nel 1924, ma la sua carriera come pittore l'aveva iniziata già durante gli studi.
Si sposò all'età di 30 e ha avuto 2 figli. Dopo la seconda guerra mondiale si trasferisce a Uccle (vicino a Bruxelles). Le sue idee e visioni sono state espresse su tela e su carta, come anche dai media, dato che era diventato un giornalista dell'Agenzia stampa Belga. Morì a Uccle nel 1970.

## Opera

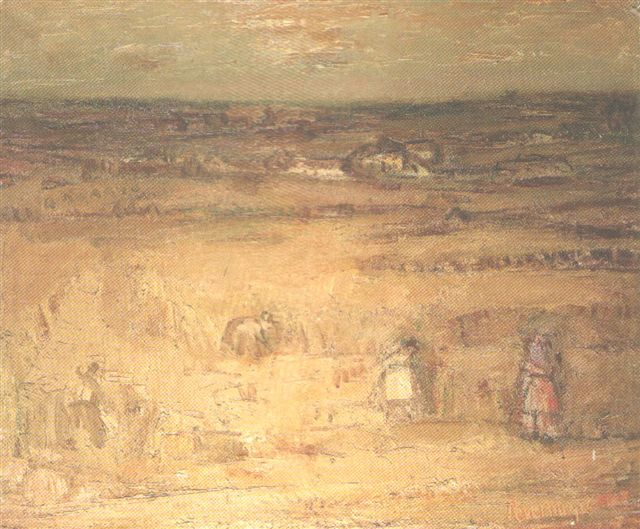
Mietitura (100 x 120 cm), pittura a olio

Louis Pevernagie ha iniziato come un pittore espressionista. Ha usato principalmente colori caldi con una potente espressione. Come egli era costantemente alla ricerca di luce poteva essere classificato tra i " Luministi ". Ha cercato di trovare un giusto equilibrio tra luce e ombra e concepì i suoi dipinti con intensità e fiducia in se stesso. Il suo approccio era ruvido e allo stesso tempo sottile. Ha svolto questa contraddizione interessante in una vasta gamma di argomenti come contadini al lavoro, paesaggi, interni, nudi, fiori e nature morte. Dopo la seconda guerra mondiale si rivolse alla non figurazione. Anche nel periodo astratto ha mantenuto il potere e il vigore del suo temperamento artistico.

## Citazioni
- Egli combina i risultati di espressionismo e animismo con un superbo trattamento tecnico della luce e con un approccio intimo del soggetto. Con Pevernagie la luce sembra aver invaso i suoi quadri: le sue immagini sono quasi consumate da una tensione interiore, un fuoco che sottomette l'argomento materiale puro (Norbert Hostyn, Museo delle Belle Arti, Ostenda)[1]

- Il suo periodo tra il 1920 e il 1950 può essere qualificato come espressionista. Dopo il 1950 si rivolse all'astrazione. Egli applica la tecnica di impasto (Benezit Dizionario degli artisti, Parigi)[2]

- Louis Pevernagie ha lavorato indipendentemente da tutti i stili e direzioni e ci ha lasciato un'ampia produzione. Egli è stato un pittore intuitivo che ha sperimentato con molti colori. Nel corso della sua vita artistica ha evoluto dall'espressionismo all'arte astratta (Knack)[3]

- Il suo gioco di colori si riflette nei suoi dipinti rurali e rimane intenso, più tardi in composizioni astratte pure. Ha molto spesso creato effetti chiaroscuri, soprattutto in una serie di scene di interni intime (De Tijd)[4]

- Siamo in grado di distinguere un'opera espressionista interessante e appassionata con la qualità che riconosciamo con i maestri di Sint - Martens - Latem. Questo artista si è rivelato dal 1925 come un ottimo espressionista. Dal 1949 è stato sedotto dall'avventura astratta (A. Viray)[5]

- La personalità di Louis Pevernagie è segnata dalla sua intensa natura passionale, l'equilibrio di passione e di introspezione, la precisione di espressione, la "semplicità monumentale" del contorno, la forza del colore, l'effetto della luce che traspone sottilmente le cose. I suoi dipinti sono intrisi dalle forze profonde (G. De Knibber)[6].